# Kōji Miya
Kōji Miya (jap. 宮 康二, Miya Kōji; * 25. Mai 1965 in der Präfektur Yamanashi) ist ein ehemaliger Badmintonspieler aus Japan.

## Karriere
Kōji Miya startete bei den Olympischen Sommerspielen 1992 im Herrendoppel mit Fumihiko Machida. Dort war jedoch gleich in Runde eins Endstation, als sie gegen Andy Goode und Chris Hunt mit 10:15, 15:9 und 12:15 unterlagen. Bei den Asienspielen 1990 stand er mit Kazue Kanai im Viertelfinale des Mixed-Doppels, bei den Chinese Taipei Open 1991 im Achtelfinale des Herrendoppels. 1990 erreichte er ebenfalls das Viertelfinale der Japan Open im Doppel und damit die beste Platzierung bei dieser Veranstaltung, wo er bis 1999 jährlich startete.
Bei der Weltmeisterschaft 1991 schied er im Herrendoppel in Runde drei aus. Auch 1993 schaffte er es sowohl im Doppel als auch im Mixed bis in die dritte Runde.